# ساتوشی مییاگاوا
ساتوشی مییاگاوا (انگلیسی: Satoshi Miyagawa؛ زادهٔ ۲۴ مارس ۱۹۷۷) بازیکن فوتبال اهل ژاپن است.
از باشگاه‌هایی که در آن بازی کرده‌است می‌توان به باشگاه فوتبال ساگان توسو اشاره کرد.